# No Time to Explain
No Time to Explain est un jeu vidéo de plates-formes développé et édité par tinyBuild Games, sorti en 2011 sur Windows, macOS et Linux.
Une version intitulée No Time to Explain Remastered est sortie sur Windows, Mac, Linux, PlayStation 4 et Xbox One à partir de 2015.

## Accueil
- Canard PC : 7/10[1]

## Développement
Le jeu a été en partie financé sur Kickstarter à hauteur de 26 068 $ récoltés auprès de 2 052 contributeurs pour 7 000$ demandés.